# Los titanes (película)
Los titanes es una película de 1962 italofrancesa del género péplum. Destaca especialmente por sus fuertes dosis de humor y por alejarse de la violencia física propia del género, argumentando que la astucia es más poderosa que la fuerza física.

## Argumento
Cadmo, el rey de Creta, logra descubrir el secreto de la invulnerabilidad y su esposa y él se benefician de ello. Al ser invulnerable, a nadie teme, ni siquiera los dioses, y ansía convertirse él mismo en dios. Como culmen de su egocentrismo, requiere para su coronación que muchas personas dejen sus hogares y construyan un jardín de estatuas suyas, y hay que pagarlo con los impuestos. Hay una antigua profecía: el reinado de Cadmo, un reinado de terror, se acabará cuando su hija conozca el amor. Para evitar que ocurra, Cadmo deja a su hija rodeada de mujeres y lejos de cualquier hombre, y la destina a sacerdotisa para impedirle cualquier relación amorosa.
Zeus está furioso con Cadmo, que ha dejado de honrar y respetar a los dioses, y le enviar a su emisario en la tierra para capturar y llevarlo ante los Júpiter para ser juzgado. Júpiter vuelve a los Titanes, un grupo de hombres dotados de una fuerza sobrehumana encerrados por miles de años en el Averno y de entre los 10 elegidos hermanos escoge a Krios, el más joven y menos poderosos de todos, pero, sin duda, el más astuto e inteligente. Júpiter les promete la libertad para él y sus hermanos si el fin de Cadmo está en el inframundo.
Crío llega a la Tierra y de inmediato trata de contactar con el soberano, pero se da cuenta de que las medidas de seguridad alrededor de la monarca son insuperables. Paseando por la ciudad conoce a un servidor mudo del rey llamado Aquiles y se entera de una fiesta organizada por el rey para su hija Antíope como sacerdotisa, durante esta celebración de los juegos, habrá luchas a muerte entre los presos en las que el ganador del evento tendrá derecho a unirse a la corte del rey. Krios comienza a meditar sobre la forma de aprovecharse de la situación, hasta que se llega a un juicio público en el que un hombre negro muy musculoso llamado Tor es condenado a muerte injustamente. Krios insulta públicamente a los jueces acusándolos de ser "ovejas al rey." Inmediatamente, los guardias reales empiezan a perseguirlo pero siempre se defiende y consigue eludir la captura hasta que el comandante de la guardia les dice a sus hombres que quiere capturarlo vivo, para hacerle luchar en la presencia del rey.
Krios en prisión encontró a varios hombres, incluido el operador, con el que tiene una gran pelea, pero los dos están separados de los demás hombres y el jefe de los guardias los manda a la prisión a fin de no perturbar las ceremonias del Rey en el piso de arriba. Tor calma a Krios pero promete acabar con él, durante los juegos. Krios no presta atención a la amenaza de tortura y se da cuenta de que en una esquina superior de la prisión es una pequeña ventana con rejas, sube y ve a Antíope, enamorámdose al primer instante. Incluso Antíope, que nunca había visto a un hombre, se enamora igualmente.
Krios al día siguiente se enfrenta a la lucha, en la que todos tienen una pelea a puñetazos para tratar de atrapar al más grande, Krios muestra su astucia esperando y, finalmente, toma un cuchillo. Mientras que las cárceles están en tensión por el duelo, Krios busca información sobre quién es la chica que ha visto, pero, obviamente, nadie lo sabe, mientras tanto, arriba, en la presencia del Rey y la lucha continúa Tor mata a todos sus opositores, dándoles muerte. Es el turno de Krios que, fresco como una rosa, se enfrenta con el preso cansado, un veterano de una docena de peleas. Crío gana el duelo, pero se niega a matarle y gana el favor del rey, que le lleva a la corte de guardaespaldas y asesor. Durante una noche Krios puede encontrar Antíope, pero es descubierto por una de sus criadas que asesora a la Reina y comienza a sospechar de la joven.
Unos días más tarde, el rey ordenó una cacería, la presa es capturada por un sirviente que se da una ventaja de un par de horas para llegar al mar; Krios está junto al rey y lleva directamente a donde el sirviente espera. Al llegar a la orilla del mar Krios revela su misión ante el rey, pero es interrumpida por la reina y los guardias que se sospechaba de él. Krios intenta matar al rey, pero considera que es invulnerable. Tor se ven obligados a bucear con Krios en el acantilado.
Luego, con Aquiles, se ven obligados a idear otro plan para capturar al rey y tratar de rescatar a Antíope. Krios va al infierno para robar el casco de Poseidón, capaz de hacer invisible al portador, y él y sus amigos deciden ir en la isla de Gorgona donde Cadmo ha encarcelado a Antíope. Crío mata a la Gorgona, pero queda lesionado y no puede rescatar a Antíope, y también Tor es capturado. Entonces Júpiter le envía para rescatar a sus hermanos, escondidos en las estatuas que acaban de llegar, y durante la ceremonia de inauguración los Titanes derrotan a los guardias del rey. Cadmo escapa a la cueva donde se celebra el rito que lo hace invulnerable para hacer el sacrificio, pero ignora que la habitación está demasiado cerca de los bajos fondos y Júpiter pueden abrir el suelo para hundir a Cadmo. Krios fácilmente puede llegar y restaurar la paz con Antíope en Creta.

## Reparto

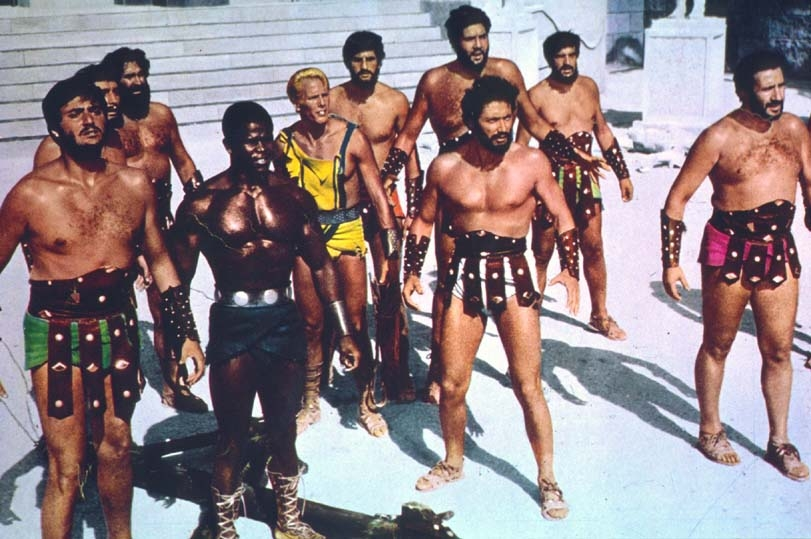
Fotograma de la película.

- Pedro Armendáriz: Rey Cadmo
- Antonella Lualdi: Reina Ermione
- Jacqueline Sassard: Antíope
- Giuliano Gemma: Krios
- Gerard Sety: Aquiles
- Ingrid Schoeller: Emarate
- Fernando Rey: Sumo Sacerdote
- Serge Nubret: Rator
- Tanya Lopert: Licina
- Isarco Ravaioli: Centinela
- María Luisa Rispoli: Marzia
- Franco Lantieri: Tarete

## Curiosidades
En esta película actúa el primer actor Pedro Armendáriz, icono del cine mexicano.
En su momento, en plena ebullición del Peplum, se vio esta película como un soplo de aire fresco. El periódico argentino El Heraldo escribió sobre su estreno:  "... En vez de provocar risas a destiempo, el director y el libretista, Ennio de Concini, han apelado directamente a muchas notas humorísticas, lo cual suma muchos atractivos a la faz espectacular del convencional argumento."